# Peraleda del Zaucejo
Peraleda del Zaucejo ist ein Dorf und eine Gemeinde (municipio) mit nur noch 479 Einwohnern (Stand: 2024) im Südosten der spanischen Provinz Badajoz in der Autonomen Gemeinschaft Extremadura. 

## Lage
Peraleda del Zaucejo liegt etwa 98 Kilometer südöstlich von Mérida und etwa 170 Kilometer ostsüdöstlich von Badajoz in einer Höhe von ca. 540 m. Das Klima im Winter ist gemäßigt, im Sommer dagegen warm bis heiß; die eher geringen Niederschlagsmengen (ca. 439 mm/Jahr) fallen – mit Ausnahme der nahezu regenlosen Sommermonate – verteilt übers ganze Jahr.

## Bevölkerungsentwicklung
| Jahr      | 1970 | 1981 | 1991 | 2001 | 2011 | 2021 |
| Einwohner | 1026 | 808  | 815  | 622  | 609  | 488  |

## Sehenswürdigkeiten
- Benediktskirche (Iglesia de San Benito Abad)

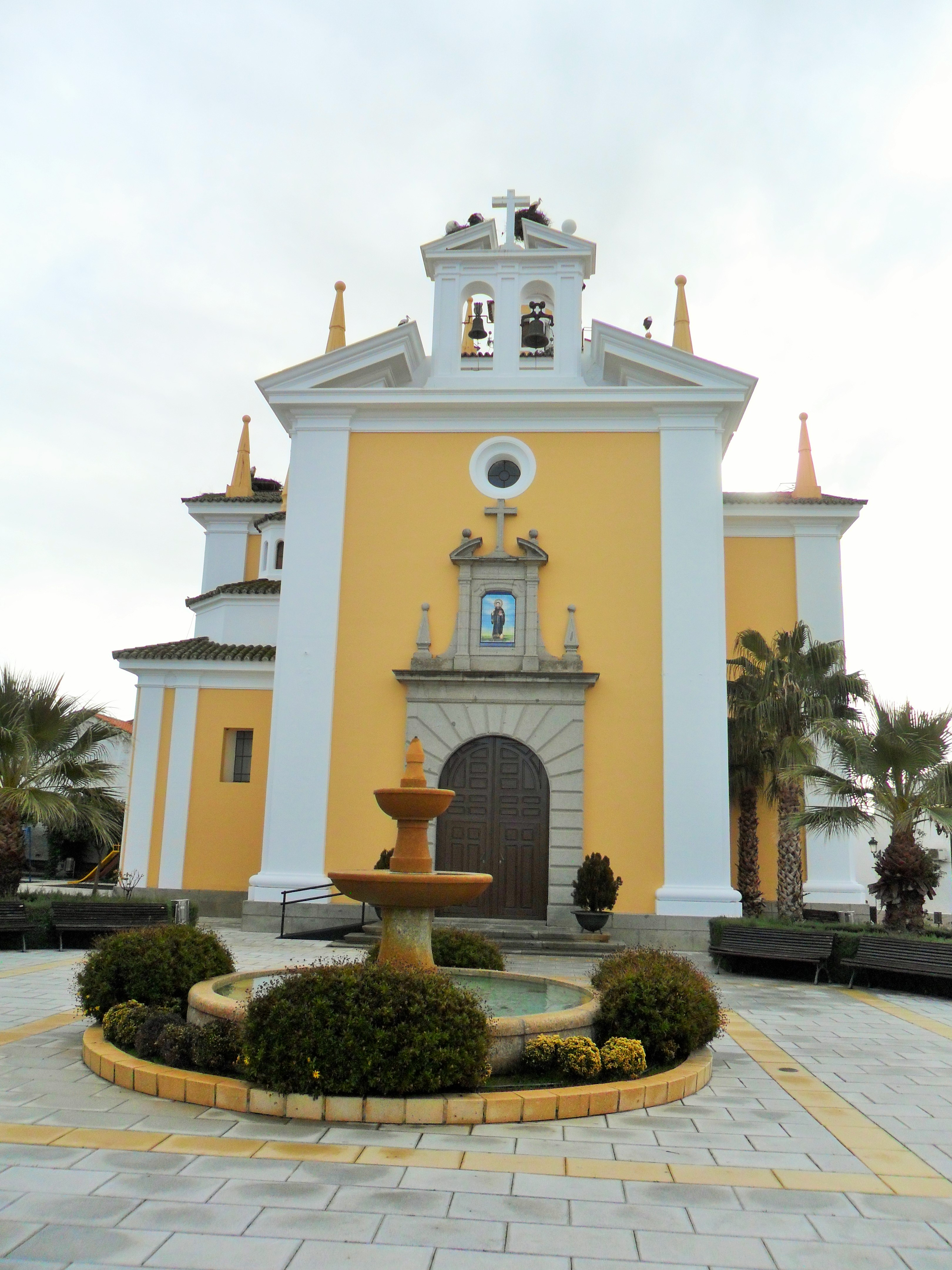
Benediktskirche
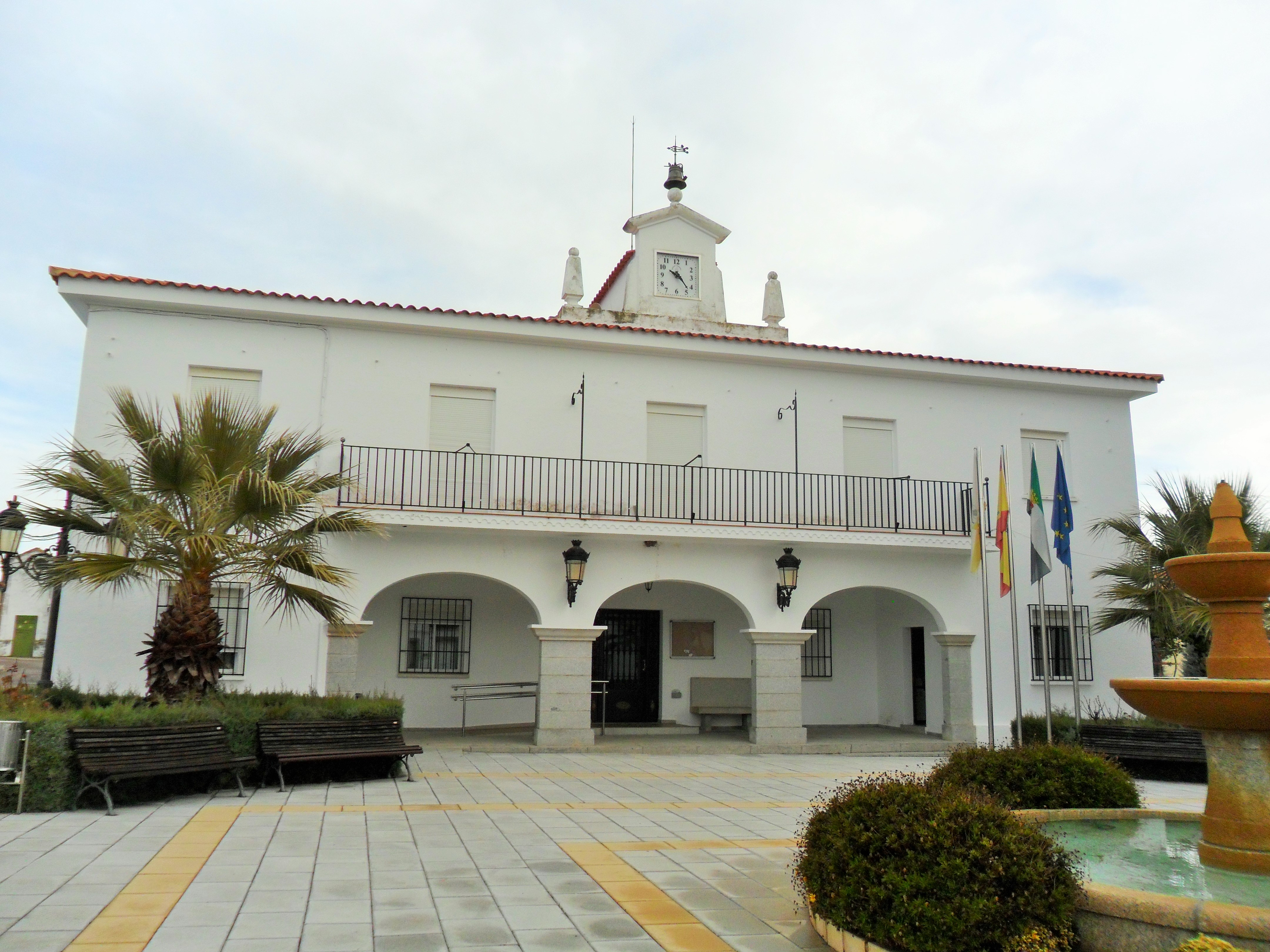
Rathaus

## Gemeindepartnerschaften
Mit den spanischen Gemeinden Sant Boi de Llobregat in der Provinz Barcelona, Peraleda de la Mata und Peraleda de San Román (beide Provinz Cáceres) bestehen Partnerschaften.

## Persönlichkeiten
- María Antonia Trujillo (* 1960), Rechtsanwältin und Politikerin